# Bonhomme allumette
Pour les articles homonymes, voir Allumette (homonymie) et Bonhomme bâton.
« Stickman » redirige ici. Ne pas confondre avec Stick Man ni Stickmen.
 (juin 2018).
Si vous disposez d'ouvrages ou d'articles de référence ou si vous connaissez des sites web de qualité traitant du thème abordé ici, merci de compléter l'article en donnant les références utiles à sa vérifiabilité et en les liant à la section « Notes et références ».

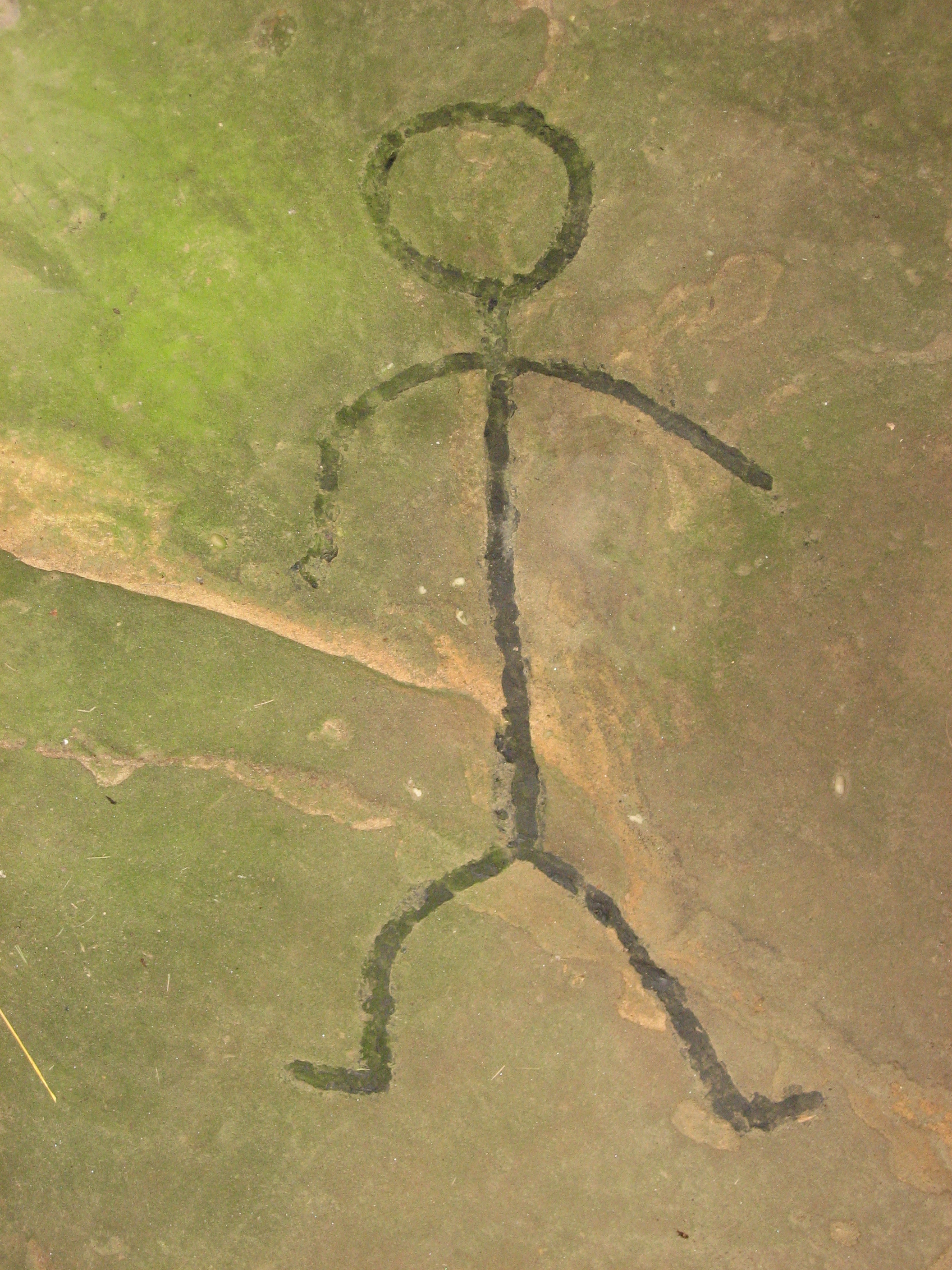
Un bonhomme allumette pétroglyphe préhistorique.

Un logo créé par l'AIGA indiquant l'emplacement d'une poubelle pour détritus.

Un bonhomme allumette ou bonhomme fil de fer ou bonhomme bâton, est un dessin représentant un humain de façon très simple.

## Description
Dans ce genre de dessin, la tête est représentée par un cercle, parfois accompagné de détails tels que les yeux, le nez, la bouche ou les cheveux. Les membres et le torse sont représentés par de simples lignes droites, et certaines parties du corps, comme les pieds, les mains, les oreilles ou la nuque ne sont pas représentées.
L'utilisation d'un minimum de détails permet un style léger et un dessin rapide, mais entraîne aussi une ambiguïté dans l'expression des émotions. Afin de lever cette ambiguïté, les dessinateurs utilisent des conventions, comme les sourcils pointés vers le bas pour montrer la colère, les yeux écarquillés pour la peur, ou la bouche béante pour la surprise.
Les bonshommes allumettes sont utilisés dans la signalisation, notamment avec les symboles créés par l'Institut américain des arts graphiques (AIGA), pour leur universalité. Les symboles sont compréhensibles pour tout le monde, évitant ainsi d'avoir à traduire chaque information dans les langues les plus utilisées.

## Dans le développement personnel
La technique des bonhommes allumettes est une technique de développement personnel axée sur la résolution des conflits inventée par Jacques Martel.

## Dans la littérature
On les retrouve aussi dans la littérature, avec par exemple une aventure de Sherlock Holmes, appelée Les Hommes dansants, basée sur un code représentant des bonshommes allumettes, mais aussi dans les jeux vidéo, avec Xiao Xiao et surtout dans la bande dessinée, notamment avec les webcomics.